# アンティオコス1世ソテル
アンティオコス1世ソテル（Αντίοχος Α' Σωτήρ、? - 紀元前261年）は、セレウコス朝シリアの王（在位：紀元前291年または紀元前281年 - 紀元前261年）。セレウコス1世の子。

## 生涯
紀元前291年頃より、父セレウコス1世からユーフラテス川東方諸州の王として共同統治者に任命された。父が暗殺されたため紀元前281年に即位し、広大な領土の管理、都市建設に努めた。
シリアと北アナトリアの反乱を鎮圧し、マケドニア王アンティゴノス2世と交戦するが、ガリア人の侵入により紀元前279年に同盟へ転換する。紀元前275年にガリア人の侵入を撃破したことで、小アジアのイオニア人諸都市より、救済王（ソテル）と称された。父王同様、都市建設とギリシャ人の入植活動を奨励したが、これは東方のパルティアやガリア人に対抗する上でも優れた政策であった上、ヘレニズム文化の拡大にも寄与した。
一方で、父ほどの軍事的才能はなかったようで、エジプトのプトレマイオス2世と戦い、フェニキアとアナトリアの海岸地域を奪われた（第一次シリア戦争、紀元前274年 - 紀元前271年）。プトレマイオス2世と同盟したペルガモン王国との戦い（紀元前266年 - 紀元前261年）にも敗北したため多くの領土を失い、失意のうちに病死した。

## 子女
父の後妻であったマケドニア王デメトリオス1世の娘ストラトニケと結婚し、以下の子女をもうけた。
- セレウコス
- ラオディケ
- アパメー2世（英語版） - キュレネ王メガスと結婚、エジプトのプトレマイオス3世の王妃ベレニケ2世の母。
- ストラトニケ - マケドニア王デメトリオス2世と結婚
- アンティオコス2世 - シリア王